# Éric Elmosnino
Éric Elmosnino est un acteur français, né le 2 mai 1964 à Suresnes. Il est révélé par son rôle dans le film Gainsbourg (vie héroïque), pour lequel il obtient le César du meilleur acteur en 2011.

## Biographie

### Enfance
Éric Elmosnino grandit en banlieue parisienne d’un père juif marocain dessinateur industriel chez Thomson CSF et d’une mère alsacienne qui a quitté EDF pour élever ses enfants.
À la suite du départ soudain de son père alors qu'Éric a 16 ans, il abandonne l'école après être passé de justesse en seconde, il vit alors de petits boulots. À 18 ans, sur un coup de tête, il passe l'audition d'entrée au conservatoire Claude-Debussy de Saint-Germain-en-Laye, récite un poème de Paul Éluard et choisit vingt-cinq lignes d'un monologue des Femmes savantes, à l'origine destiné à être joué par une femme. Le jury explose de rire mais décide de lui donner sa chance, et il est admis.
Doué, il enchaîne ensuite au Conservatoire de Paris.

### Débuts
Après sa sortie du Conservatoire, il travaille beaucoup au Théâtre Nanterre-Amandiers[réf. souhaitée] avec Jean-Pierre Vincent.
Au cinéma, il interprète en 1992 Christian Ribet, l'ami de Guillaume de Tonquédec, dans le film Tableau d'honneur de Charles Nemes. En 2006, il joue au théâtre dans Naître d'Edward Bond, mis en scène par Alain Françon, au festival d'Avignon puis au théâtre national de la Colline à Paris.
En 2007 il prête sa voix pour l'audiobook d'Ensemble c'est tout, d'Anna Gavalda, avec 17 autres comédiens et comédiennes. En 2014 il est narrateur de l'audiobook de La Position du tireur couché, de Jean-Patrick Manchette.
Il est à partir de janvier 2008 à l'affiche du théâtre Antoine à Paris, pour la création de Yasmina Reza, Le Dieu du carnage.

### Gainsbourg et la consécration
En 2009, Joann Sfar le choisit pour incarner Serge Gainsbourg dans son film Gainsbourg (vie héroïque),,. Ce rôle le fait découvrir par le grand public et lui vaut en 2011 le César du meilleur acteur.
En 2011, il interprète le rôle de François Rabelais à la télévision dans La Très Excellente et Divertissante Histoire de François Rabelais, partageant le personnage avec Michel Aumont. En 2012, il incarne un personnage inspiré de Richard Sovied, charismatique patron de Télé Bocal, dans Télé Gaucho, de Michel Leclerc. En 2013, il rejoint le casting du Cœur des hommes 3, compensant ainsi l'absence de Gérard Darmon qui a refusé de reprendre son rôle de Jeff.

### Succès populaire avecLa Famille Bélier
Il interprète, en 2014, un professeur de musique dans La Famille Bélier d'Éric Lartigau, film qui connaît un énorme succès.
En 2016, il est membre du jury du 42e festival du cinéma américain de Deauville.
En 2017, il incarne Borel, le garde-chasse, dans L'École buissonnière de Nicolas Vannier.

### Vie privée
Amateur de pétanque, Éric Elmosnino est membre du CLAP, le Club Lepic Abbesses Pétanque, situé dans un square de l’avenue Junot à Montmartre.
Depuis 2022, il est le compagnon de Sylvie Testud.

## Filmographie

### Cinéma

#### Longs métrages
- 1985 : À nous les garçons de Michel Lang : Tony
- 1986 : États d'âme de Jacques Fansten
- 1992 : Tableau d'honneur de Charles Nemes : Christian Ribet
- 1994 : Le Colonel Chabert d'Yves Angelo : Desroches
- 1996 : Bernie d'Albert Dupontel : le vendeur vidéo
- 1997 : Le Sujet de Christian Rouaud : Antoine
- 1999 : Fin août, début septembre d'Olivier Assayas : Thomas
- 1999 : La vie ne me fait pas peur de Noémie Lvovsky
- 2001 : Électroménager de Sylvain Monod : Jean
- 2001 : Liberté-Oléron de Bruno Podalydès : Sergio, le mécanicien
- 2002 : Veloma de Marie de Laubier : l'équipier à terre
- 2003 : Zéro défaut de Pierre Schoeller : Jérémie
- 2003 : Vert paradis d'Emmanuel Bourdieu : Serge
- 2005 : L'Œil de l'autre de John Lvoff : Jérôme
- 2005 : Gentille de Sophie Fillières : le destin
- 2006 : La Vie d'artiste de Marc Fitoussi : l'ex d'Alice
- 2007 : Actrices de Valeria Bruni Tedeschi : Raymond
- 2008 : L'Heure d'été d'Olivier Assayas : le commissaire de police
- 2008 : Intrusions d'Emmanuel Bourdieu : François
- 2009 : Le Père de mes enfants de Mia Hansen-Love : Serge
- 2009 : Bancs publics (Versailles Rive-Droite) de Bruno Podalydès : le dormeur
- 2010 : Gainsbourg (vie héroïque) de Joann Sfar : Serge Gainsbourg
- 2010 : Toutes les filles pleurent de Judith Godrèche : Pierre
- 2011 : Le Chat du rabbin de Joann Sfar et Antoine Delesvaux : le professeur Soliman (voix)
- 2011 : Mike de Lars Blumers : Heinz
- 2011 : Léa de Bruno Rolland : Julien
- 2011 : Le Skylab de Julie Delpy : Jean
- 2011 : La Guerre des boutons de Yann Samuell : le maître Merlin
- 2012 : Télé Gaucho de Michel Leclerc : Jean-Lou
- 2013 : Ouf de Yann Coridian : François
- 2013 : Hôtel Normandy de Charles Nemes : Jacques Delboise
- 2013 : Des gens qui s'embrassent de Danièle Thompson : Zef
- 2013 : Le Cœur des hommes 3 de Marc Esposito : Jean
- 2013 : À coup sûr de Delphine de Vigan : Tristan Fersen
- 2014 : La Famille Bélier d'Éric Lartigau : Fabien Thomasson
- 2014 : Chic ! de Jérôme Cornuau : Julien
- 2017 : Si j'étais un homme d'Audrey Dana : Merlin
- 2017 : L'École buissonnière de Nicolas Vanier : Borel
- 2017 : Espèces menacées de Gilles Bourdos : Vincent Lamblin
- 2017 : Je vais mieux de Jean-Pierre Améris : Laurent
- 2021 : Mystère de Denis Imbert : Thierry
- 2022 : Champagne ! de Nicolas Vanier : Guillaume
- 2024 : C'est le monde à l'envers ! de Nicolas Vanier : Patrick

#### Courts métrages
- 1993 : Désiré d'Albert Dupontel : le vigile
- 2000 : Mon meilleur amour de François Favrat
- 2001 : Électroménager de Sylvain Monod : Jean

### Télévision
- 1997 : Petites de Noémie Lvovsky : le professeur de chimie
- 2003 : Une preuve d'amour de Bernard Stora : Sébastien
- 2006 : La Promeneuse d'oiseaux de Jacques Otmezguine : Abel
- 2007 : Enfin seul(s) de Bruno Herbulot : David
- 2009 : La Dame de Monsoreau de Michel Hassan, Hervé Brami : Chicot
- 2010 : La Très Excellente et Divertissante Histoire de François Rabelais, d'Hervé Baslé : François Rabelais
- 2011 : Rituels meurtriers d'Olivier Guignard : Bastien Bénita
- 2012 : L'Affaire Gordji : Histoire d'une cohabitation de Guillaume Nicloux : Gilles Boulouque
- 2016 : Box 27 d'Arnaud Sélignac : Vincent
- 2018 : Peplum : La Folle histoire du mariage de Cléopâtre de Maurice Barthélemy : Faustus
- 2022 : @venir, mini-série de Frank Bellocq
- 2022 : Capitaine Marleau, épisode Héros malgré lui de Josée Dayan : Serge Duprat
- 2024 : Zorro d'Émilie Noblet : Don Emmanuel
- 2025 : Le Sens des choses de Keren Ben Rafael : André

## Théâtre

### Acteur
- 1988 : Scènes du répertoire 1 : De Shakespeare à Claudel, direction artistique Daniel Mesguich, Rencontres d'été de la Chartreuse de Villeneuve-lès-Avignon (élève du Conservatoire national supérieur d'art dramatique)
- 1988 : Scènes du répertoire 2 : De Büchner à Courteline, direction artistique Jean-Pierre Vincent, Rencontres d'été de la Chartreuse de Villeneuve-lès-Avignon (élève du Conservatoire national supérieur d'art dramatique)
- 1988 : Jeux de masques, mise en scène Mario Gonzalez, Rencontres d'été de la Chartreuse de Villeneuve-lès-Avignon (élève du Conservatoire national supérieur d'art dramatique)
- 1988: Comme il vous plaira de William Shakespeare, mise en scène Ariel Garcia-Valdès, TNP Villeurbanne
- 1990-1991 : Les Fourberies de Scapin de Molière, mise en scène Jean-Pierre Vincent, Festival d'Avignon, Théâtre Nanterre-Amandiers, Théâtre de Nice
- 1991 : Fantasio d’Alfred de Musset, mise en scène Jean-Pierre Vincent, Théâtre Nanterre-Amandiers, TNP Villeurbanne
- 1991 : Les Caprices de Marianne d’Alfred de Musset, mise en scène Jean-Pierre Vincent, Théâtre Nanterre-Amandiers, TNP Villeurbanne
- 1992 : On ne badine pas avec l'amour d’Alfred de Musset, mise en scène Jean-Pierre Vincent, Théâtre Nanterre-Amandiers
- 1992 : Il ne faut jurer de rien d'Alfred de Musset, mise en scène Jean-Pierre Vincent, Théâtre Nanterre-Amandiers
- 1994 : Peines d'amour perdues de William Shakespeare, mise en scène Laurent Pelly, Odéon-Théâtre de l'Europe
- 1994 : Linge sale de Jean-Claude Grumberg, mise en scène Michel Vuillermoz, Festival d'Avignon
- 1994-1995 : Tue la mort de Tom Murphy, mise en scène Bernard Bloch, Théâtre de la Commune, Nouveau Théâtre de Bourgogne
- 1995 : Karl Marx théâtre inédit, mise en scène Jean-Pierre Vincent, Théâtre Nanterre-Amandiers
- 1996 : Saleté de Robert Schneider, mise en scène Bernard Lévy, Théâtre de la Cité internationale
- 1997 : Les Nouveaux Bâtisseurs de Mohamed Rouabhi, mise en scène Claire Lasne, Théâtre Paris-Villette
- 1998 : Tambours dans la nuit et La Noce chez les petits bourgeois de Bertolt Brecht, mise en scène Georges Lavaudant, Odéon-Théâtre de l'Europe
- 1998-1999 : Vie et mort du Roi Jean de William Shakespeare, mise en scène Laurent Pelly, Festival d'Avignon, Maison des arts et de la culture de Créteil : Philippe le bâtard
- 1999 : Baal de Bertolt Brecht, mise en scène Richard Sammut, Tourcoing
- 2000 : Biographie : un jeu de Max Frisch, mise en scène Frédéric Bélier-Garcia, Théâtre de l'Aquarium
- 2000 : Fanfares de Bertolt Brecht, mise en scène Georges Lavaudant, Odéon-Théâtre de l'Europe
- 2000 : Anéantis de Sarah Kane, mise en scène Louis-Do de Lencquesaing, Théâtre national de la Colline
- 2001 : Dom Juan de Molière, mise en scène Claire Lasne
- 2001 : Monsieur Armand dit Garrincha pièce écrite pour lui par Serge Valletti, mise en scène Patrick Pineau, Odéon-Théâtre de l'Europe
- 2001 : Un message pour les cœurs brisés de Gregory Mottont, mise en scène Frédéric Bélier-Garcia, Théâtre de la Tempête
- 2001 : Léonce et Léna de Georg Büchner, mise en scène André Engel, Odéon-Théâtre de l'Europe
- 2003 : Les Barbares de Maxime Gorki, mise en scène Patrick Pineau, Odéon-Théâtre de l'Europe
- 2003-2004 : Le Jugement dernier d’Ödön von Horváth, mise en scène André Engel, Odéon-Théâtre de l'Europe Ateliers Berthier, Théâtre La Criée
- 2004 : Ivanov d'Anton Tchekhov, mise en scène Alain Françon, Théâtre national de la Colline, TNP Villeurbanne
- 2005 : Peer Gynt d’Henrik Ibsen, mise en scène Patrick Pineau, Festival d'Avignon, Odéon-Théâtre de l'Europe
- 2005 : Platonov - Le Chant du cygne d'Anton Tchekhov, mise en scène Alain Françon, Théâtre national de la Colline
- 2006 : Naître d'Edward Bond, mise en scène Alain Françon, Festival d'Avignon, Théâtre national de la Colline
- 2007 : Le Jugement dernier d’Ödön von Horváth, mise en scène André Engel, Odéon-Théâtre de l'Europe Ateliers Berthier
- 2007 : Le Médecin malgré lui de Molière, mise en scène Jean Liermier, Théâtre Nanterre-Amandiers, La Criée, Théâtre Vidy-Lausanne, TNBA
- 2008 : Le Dieu du carnage de Yasmina Reza, mise en scène de l'auteur, Théâtre Antoine
- 2009 : La Guerre des fils de lumière contre les fils des ténèbres d'après La Guerre des Juifs de Flavius Josèphe, mise en scène Amos Gitaï, Festival d'Avignon
- 2009 : Roberto Zucco de Bernard-Marie Koltès, lecture mise en espace Georges Lavaudant, Théâtre de la Ville
- 2010-2011 : Du mariage au divorce : On purge bébé de Georges Feydeau, mise en scène Alain Françon, Théâtre national de Strasbourg, Théâtre Marigny, Comédie de Reims, tournée
- 2013 : Inconnu à cette adresse de Kressmann Taylor, lecture dirigée par Delphine de Malherbe, Théâtre Antoine
- 2014 : Un dîner d'adieu de Matthieu Delaporte et Alexandre de la Patellière, mise en scène Bernard Murat, Théâtre Edouard VII
- 2017 : Ramsès II de Sébastien Thiéry, mise en scène Stéphane Hillel, Théâtre des Bouffes Parisiens
- 2019-2020 : L'Heureux Stratagème de Marivaux, mise en scène Ladislas Chollat, Théâtre Edouard VII
- 2021 : Maman de Samuel Benchetrit, mise en scène de l'auteur, théâtre Edouard VII. Avec Vanessa Paradis.
- 2023 : Un léger doute de Stéphane De Groodt, mise en scène Jérémie Lippmann, théâtre de la Renaissance
- 2025 : Le Misanthrope de Molière, mise en scène Georges Lavaudant, Théâtre de l'Athénée Louis-Jouvet

### Metteur en scène
- 1991-1994 : Le Petit Bois monologue d’Eugène Durif, mise en scène avec Patrick Pineau, TNP Villeurbanne, Festival d'Avignon, Théâtre Nanterre-Amandiers
- 1996 : Petits Rôles de Noëlle Renaude, Comédie de Picardie Amiens
- 2003 : Le Nègre au sang de Serge Valletti, CDN d'Annecy, Théâtre national de Chaillot

## Distinctions

### Récompenses
- Prix du Syndicat de la critique 2001 : meilleur comédien pour Monsieur Armand dit Garrincha
- Molières 2002 : Molière de la révélation théâtrale pour Léonce et Léna
- Festival du film de TriBeCa 2010 : Prix du meilleur acteur dans la sélection "World Narrative Compétition" pour Gainsbourg (vie héroïque)[8]
- Festival du film de Cabourg 2010 : Swann d'Or du meilleur acteur pour Gainsbourg (vie héroïque)[9]
- César 2011 : César du meilleur acteur pour Gainsbourg (vie héroïque)
- Étoiles d'or de la presse du cinéma français 2011 : meilleur acteur et révélation masculine pour Gainsbourg (vie héroïque)
- Globes de cristal 2015 : Meilleur comédien dans Un dîner d'adieu
- Festival de la fiction TV de La Rochelle 2016 : meilleure interprétation masculine pour Box 27[10]

### Nominations
- Molières 2005 : Molière du comédien pour Peer Gynt
- Molières 2005 : Molière du comédien dans un second rôle pour Ivanov
- César 2015 : Meilleur acteur dans un second rôle pour La Famille Bélier